# Zwischen vierzehn und siebzehn
Zwischen vierzehn und siebzehn ist ein deutsches Stummfilm-Melodram aus dem Jahre 1929 von E. W. Emo, das, wie der Arbeitstitel verrät, die „Sexualnot der Jugend“ thematisiert und einen besonders tragischen Fall von Schwangerschaftsabbruch nacherzählt.

## Handlung
Ina und Axel, beide aus geordneten Verhältnissen stammend, sind schwer ineinander verliebt und treffen sich heimlich, da ihre Eltern nichts davon wissen sollen. Eigentlich sind die beiden noch viel zu jung für eine ernsthafte Beziehung. Ina ist gerade einmal 15 Jahre alt und erwartet nach einem Moment der leidenschaftlichen Unachtsamkeit von Axel ein Kind. Den Eltern können oder wollen sich die beiden aus Scham oder Unsicherheit nicht anvertrauen, und auch sonst ist keine Hilfe, etwa die eines Beraters, Aufklärers oder eines Sexualtherapeuten, in Sicht.
Um sich nicht einer als unmöglich angesehenen Situation auszuliefern, wendet sich Ina (mit den von Axel seinen Eltern entwendeten 100 RM als Entlohnung) in ihrer Verzweiflung an eine „Engelmacherin“, die einen Schwangerschaftsabbruch vornehmen soll. Doch die skrupellose Alte verpfuscht diesen delikaten Eingriff, und das fast noch kindliche Mädchen kommt infolgedessen ums Leben. Axel nimmt sich daraufhin das Leben, indem er ins Wasser geht. Zurück bleiben vier ratlose Elternteile, die auf sehr unterschiedliche Weise mit den Geschehnissen nicht umzugehen wissen.

## Produktionsnotizen
Zwischen vierzehn und siebzehn entstand im April und Mai 1929 im Grunewald-Filmatelier sowie mit Außenaufnahmen am Rüdesheimer Platz von Berlin und in Süddeutschland. Der Film passierte die Zensur am 16. August desselben Jahres und wurde am 26. September 1929 in Berlins Atrium-Kino uraufgeführt. Der mit Jugendverbot belegte Sechsakter besaß eine Länge von 2118 Meter.
Josef Stein übernahm die Produktionsleitung, Robert Leistenschneider war Aufnahmeleiter. Max Heilbronner gestaltete die Filmbauten.
Die Tänzerin Tamara Geva (1907–1997) beendete hiermit weitgehend ihre Filmschauspieltätgkeit.

## Wissenswertes
Für die erst 15-jährige Wiener Hauptdarstellerin Ina von Elben (1914–1980), geborene Irmgard Nebel, war dies die erste Film- und zugleich einzige Stummfilmrolle, die ihr großes Kritikerlob (siehe unten) einbrachte. Es folgten nur noch vier Filmauftritte, allesamt frühe deutsche Tonfilme der Jahre 1931/32. Gemeinsam mit ihrer ein Jahr älteren Schwester Grit von Elben (eigentl: Gertrud Nebel, 1913–2001) hatte sie in Wien als Tänzerin begonnen. Aus rassischen Gründen blieb den Schwestern nach 1933 eine Fortsetzung ihrer Karriere im Deutschen Reich verwehrt, und sie kehrten nach Österreich heim. Hier wirkte Ina von Elben in diversen Revuen und (Emigranten-)Kabarettaufführungen (wie an dem von Fritz Grünbaum und Karl Farkas geleiteten Simpl) mit, ehe sie nach der Annexion Österreichs 1938 in die Schweiz floh. Dort heiratete sie den bekannten österreichisch-jüdischen Filmschauspieler und einstigen Stummfilmstar Fritz Schulz, kehrte aber nach dem Krieg wieder nach Österreich zurück. Zuletzt lebte Irmgard Schulz erneut in ihrer Geburtsstadt Wien.

## Kritiken
„Der Regisseur E. W. Emo arbeitet mit fast fanatischer Sachlichkeit. Kein Lapsus, der reaktionären Eiferer die Waffe gegen einen solchen Film in die Hand gibt. (…) Die Überraschung des Abends: zwei junge Darsteller. (…) Zuerst Ina von Elben, ein blutjunges, frisches Mädel, aber von erstaunlicher Spielsicherheit und eminenter Begabung. Selten siegte eine Darstellerin so überzeugend nach der ersten Rolle. Fast ebenso überzeugend Rolant Varno, der Jungmännliches mit fast Knabenhaftem paart. Beide Menschen sind von Regie und Autoren lebenswahr gesehen.“

„In seinen entscheidenden Szenen gibt dieser Film Ernstes, Packendes, Überzeugendes. (…) Ganz im Mittelpunkt: Ina von Elben. Im Lieblichen taktvoll, im Schmerz beseelt. Etwas Entschlossenes, Hingebendes in aller Verlassenheit.“

„Mäßige Regie. Die junge Ina v. Elben (die Fünfzehnjährige des Films) scheint nicht unbegabt zu sein; Rolant Varno (als Siebzehnjähriger) kann nicht spielen. Sonst sieht man einzelne, frische, unverbrauchte Gesichter von Jungen und Mädels.“